# Philippe Sudré Dartiguenave
Philippe Sudré Dartiguenave (6 de abril de 1862-26 de julio de 1926), fue un abogado y político haitiano, vigésimo séptimo presidente de la República de Haití de 1915 a 1922 . Se convirtió en presidente después de la ocupación estadounidense de Haití, siendo juzgado por los norteamericanos como alguien suficientemente manejable. Dartiguenave enfrentó la Primera Guerra Mundial junto a Francia y los Estados Unidos. Con la victoria de la Triple Entente, Haití se convirtió en un país victorioso en 1918.

## Biografía
Philippe Sudre Dartiguenave nació en 6 de abril de 1862 en Anse-à-Veau, perteneciendo a la etnia mulata. Abogado, diputado, y luego senador, jugó un papel relevante en la ocupación estadounidense de Haití. Previo a la ocupación norteamericana resultó muerto el entonces Presidente Jean Vilbrun Guillaume Sam, y Estados Unidos instaló como nuevo mandatario a Sudré Dartiguenave.
El presidente aceptó las condiciones de los Estados Unidos y veló por sus intereses, incluida la haitiana Haitian American Sugar Company y el banco comercial Kuhn, Loeb & Co.. Con el mandato del presidente Dartiguenave llegando a su fin, el Consejo de Estado, el cuerpo legislativo creado por la Constitución de 1918, se reúne y elige a Louis Borno como su sucesor en 10 de abril de 1922. Philippe Sudré Dartiguenave murió en 8 de julio de 1926 en su ciudad natal de Anse-à-Veau.